# Кристофилос, Николас
Ни́колас Константин Кристо́филос (греч. Νικόλαος Χριστόφιλος, англ. Nicholas Constantine Christofilos, Бостон 16 декабря 1916 – 24 сентября 1972) – греко-американский физик. В 1949 выдвинул принцип сильной фокусировки. Внёс вклад в развитие протонных линейных ускорителей и коллективных методов ускорения. Сконструировал установку по удержанию горячей плазмы «Астрон».

## Биография
Кристофилос родился в Бостоне, в семье греческих эмигрантов Константина и Елены Кристофилос. В 1923 году семья вернулась в Грецию. Кристофилос вырос в Греции, поступил в Афинский Политехнический университет в возрасте 18 лет, получил диплом в электротехнике и машиностроении в 1938 году. Он оставался в Греции во время тройной германо-итало-болгарской оккупации страны, в годы Второй мировой войны, работая в афинской компании, обслуживающей лифты. Позже он основал свою собственную компанию по обслуживанию лифтов. В течение всего этого периода проявлял интерес к физике ускорителей и физике элементарных частиц, занимался самообразованием, читал доступные немецкие и американские публикации по этим темам.

## Сильная фокусировка
В 1946 году Кристофилос самостоятельно разработал идею синхротрона, но довольно быстро из публикаций Physical Review узнал об изобретении принципа автофазировки Векслером в 1944 году и Макмилланом в 1945 году. В 1948 году он отправил письмо в Радиационную лабораторию Калифорнийского университета (теперь — Национальная лаборатория LBNL) с предложениями по совершенствованию конструкции ускорителей, в частности, использование фокусировки пучка электростатическим полем, а также конструкцию синхротрона. Ему был отправлен подробный ответ, в котором указывалось на серьёзные ошибки в конструкции. Кристофилос продолжил работать, в 1949 году он разработал принцип сильной фокусировки и отправил новое письмо в LBNL. На этот раз письмо было оставлено без ответа. Позже сотрудники LBNL объясняли, что из-за нестандартного матаппарата самоучки они просто не поняли, что пытался донести до них Кристофилос.
Не дождавшись ответа, вместо публикации в журнале, Кристофилос в 1950 году подал заявку на патент в США и в Греции. В результате его открытие прошло незамеченным, и через три года сильную фокусировку независимо открыли Курант, Ливингстон и Снайдер в 1952 году. Открытие имело огромное значение для строительства новых крупных ускорителей для нужд физики высоких энергий и было очень быстро применено в ускорителях BNL, Корнелла и ЦЕРНа.
В 1953 году Кристофилос приехал в США, и, читая в Бруклинской библиотеке Physical Review, обнаружил статью Куранта, Ливингстона, Снайдера. Он решил, что его идея была украдена, и тут же поехал в BNL, чтобы встретиться с авторами. После напряжённых дискуссий было выяснено, что открытия сделаны независимо, но физики Брукхейвена были вынуждены признать приоритет Кристофилоса. Также Кристофилос встретился с несколькими членами Комиссии по атомной энергии, которые изучили патент и выплатили ему $10000 за использование его идеи. Это была крупная сумма, но экономия при строительстве сильнофокусирующих синхротронов позволяла экономить десятки миллионов. Кристофилосу была предложена позиция в BNL, и он включился в работу по созданию жёсткофокусирующего протонного синхротрона AGS на рекордную на то время энергию 28 ГэВ. По некоторым свидетельствам, лидеры группы ускорительщиков, в частности Эрнест Курант, были не слишком рады участию Кристофилоса в этих работах.

## Термоядерный реактор
В BNL Кристофилос участвовал в работах по созданию протонного линака. Однако вскоре, в 1956 году, Кристофилос присоединился к LLNL (Ливерморская национальная лаборатория), чтобы работать над созданием реактора Астрон. Ещё в 1953 году на совещании проекта Шервурд он предложил свою конструкцию термоядерного реактора. Работа над этим реактором стала главной работой Кристофилоса, которую он продолжал до самой смерти в 1972 году.

## Военные проекты
В Ливерморской лаборатории Кристофилос работал над рядом военных проектов. Он стал членом консультативной группы JASON. Кристофилос, которого коллеги называли «фабрикой идей», теоретически предсказал, что вражеские ракеты можно обезвредить в полёте, взорвав над ними в космосе ядерные бомбы, в результате чего высокоэнергетичные электроны из временного «санитарного пояса» начнут бомбардировать боеголовки ракет и чувствительную электронику. Теорию следовало выяснить в возглавляемой Кристофилосом тайно проводимой операции «Аргус» (названной так в честь всевидящего стоглазого древнего греческого бога Аргуса). Серия атмосферных ядерных взрывов, предназначенных для создания радиационного пояса в верхних слоях атмосферы Земли, должна была стать защитой от советских межконтинентальных баллистических ракет. Проведённый эксперимент подтвердил выдвинутую теорию, и искусственные пояса действительно возникали после взрывов, что позволило впоследствии говорить об операции «Аргус», как о самом масштабном научном эксперименте, который когда-либо проводился в мире.
В 1958 году Кристофилос предложил использовать волны сверхнизких частот (англ. ELF — Extra Low Frequency) для связи с подводными лодками, а затем (1959) изобрёл конструкцию антенны (en:Ground dipole), которая оказалась практичной на этих частотах. Его идеи были реализованы ВМС США, которые построили огромный ELF передатчик в Мичигане и Висконсине, состоящий из 56-мильной линии электропередачи (en:Project Sanguine). Передатчик обеспечивал связь с ядерными подводными лодками с 1985 по 2004 год, но оказался слишком затратным. Жители этих штатов были недовольны «железным лесом», который, как они считали, вредно действует на их здоровье, и в 2004 году объект был закрыт. Альтернативный подход предложил другой греко-американский физик, Деннис Пападопулос, работавший тогда в Лаборатории военно-морских исследований в Вашингтоне, предложивший использование электроджетов — потоков заряженных частиц в ионосфере, которые могут служить в качестве виртуальных антенн для передачи сигналов на сверхнизких частотах.
В 1963 году Кристофилос был награждён медалью Эллиота Крессона.